# كورج:70000 ق.م.
 كورج: 70،000 قبل الميلاد Korg: 70,000 B.C هومسلسل تلفزيوني مدته 30 دقيقة مغامرة تم انتاجه في الولايات المتحدة الأمريكية في عام 1974.تحت اشراف المتحف الأمريكي للتاريخ الطبيعي و متحف مقاطعة لوس انجليس للتاريخ الطبيعي المسلسل تم بثه على أي بي سي من 7 سبتمبر 1974 إلى 30 أغسطس 1975. عدد الحلقات 19.

## قصة المسلسل
. تدور قصة المسلسل حول عائلة كورج من البشر البدائيون خلال .العصر الجليدي على شكل حلقات تعليمية، والبحث عن الحياة البدائية، وكيف عاشوا في تلك الفترة المهمة من تاريخ البشرية والتحديات التي واجهتهم .

## فريق عمل المسلسل
إخراج ايرفينغ J. مور
كريستيان Nyby
بطولة جيم ماليندا
بيل يوينغ
نعومي بولاك
كريستوفر مان
رواه بيرجس ميريديث
موضوع الملحن الموسيقى هويت كورتين

## روابط خارجية
- كورج:70000 ق.م. على موقع IMDb (الإنجليزية)
- كورج:70000 ق.م. على موقع قاعدة بيانات الفيلم (الإنجليزية)